# Mascarenotus
Mascarenotus is een uitgestorven geslacht van vogels uit de familie uilen (Strigidae). Deze soorten worden volgens de IOC World Bird List gerekend tot het geslacht Otus.

## Soorten
- Otus grucheti synoniem: Mascarenotus grucheti Mourer-Chauviré, Bour, Moutou & Ribes, 1994 - réunionuil
- Otus sauzieri (Newton, E & Gadow, 1893) synoniem: Mascarenotus sauzieri - mauritiusuil
- Otus murivorus (Milne-Edwards, 1873) synoniem: Mascarenotus murivorus - rodriguesuil